# Sibataniozephyrus
Sibataniozephyrus — род дневных бабочек из семейства голубянок (Lycaenidae), распространённый на территории Юго-Восточной Азии.

## Описание
Длина переднего крыла 17-18 мм. Глаза волосатые. Передние лапки самцов несегментированные. Верхняя сторона крыльев самцов с блестящим голубовато-сине-зеленоватым отливом и с широкой темной каймой. Верхняя сторона крыльев самок коричневая. Рисунок нижней стороны крыльев светлый с темными дискальными штрихами, переднее крыло с довольно широкой темной постдискальной полосой, практически доходящей до жилки А, и рядом округленных прикраевых пятен.

## Виды
- Sibataniozephyrus fujisanus (Matsumura, 1910)
- Sibataniozephyrus kuafui Hsu & Lin, 1994
- Sibataniozephyrus lijinae Hsu, 1995